# Єреван (еялет)
Еялет або пашалик Єреван — адміністративно-територіальна одиниця Османської імперії. Існував у 1583—1604 та 1724—1734 роках. Утворився в результаті османських завоювань Кавказі.

## Історія

### Перший еялет
Вірменські землі тривалий час були місцем протистояння між Османською імперією та Персією. Зрештою у 1583 році османським військам на чолі із великим візиром Оздеміроглу Осман-пашею вдалося затвердитися тут. Того ж року було утворено Єреванське бейлербейство. Ці захоплення закріплено Стамбульським договором 1590 року. Першим очільним провінції став Хидир-паша. З цього моменту цей бейлербейлоик відігравав значну роль в зміцненні влади Османів на південному Кавказі. У 1590 році перетворено на еялет.
Втім, нова війна проти Персії була невдалою Вже у 1603—1604 роках османські війська зазнали поразок й втратили цей еялет. Таке становище було закріплено Серавським миром 1718 року.

## Другий еялет
Скориставшись занепадом династії Сефевідів у 1720-х роках Османська імперія розпочала кампанію з відновлення влади на Кавказі. Протягом 1723—1725 років вдалося захопити вірменські та грузинські землі, а згодом під владою опинилися володіння до Ісфагана. За Гамаданським договором 1727 року весь Кавказ опинився під владою османів. Ще у 1724 році було відновлено Єреванський еялет. Адміністративним центром стало місто Нахічевань.
З посилення Персії завдяки діяльності Надир Шаха у 1732 році почалася нова війна з Османською імперією. Протягом 1734 року війська останньої зазнали відчутних поразок й втратили Єреван. За Стамбульським договором 1736 року османський султан відмовився від цих володінь.

## Структура
Еялет у 1583—160 роках складався з 2 ліва (на кшталт санджаків): Єреван (Реван) і Нахічевань, які в свою чергу поділялися на 27 нахій.
Еялет у 1724—1734 роках складався з 4 ліва: Капан, Нахічевань, Чавулдур, Баргюшад.

### Паші
- Хидир Паша (1583)
- Хадім Гасан Паша (1583)
- Джигалізаде Юсуф Сенан Паша (1583—1585)
- Мустафа-паша (1585—1590)
- Мухаммед Шаріф Паша (1590—1604)
- перське панування
- Аріф Ахмед Паша (1724—1725)
- Реджеп Паша (1725—1726)
- Ахмед Паша (1726)
- Гусейн Пашазаде Мустафа-бей (1726—1727)
- Вазір Мустафа Паша (1727—1729)
- Вазір Ібрагім Паша (1729—1733)
- Вазір Гусейн Паша (1734)
- Алі Паша (1734)

## Еконмоіка
Основу становило землеробство. Також у містах були розвинені ремесла. Важливу статтю доходів становила посередницька торгівля, насамперед шовком. Звідси каравани рухалися до Трабзона, Ерзуруму і Алеппо.